# Wednesday 13
Wednesday 13, egentligen Joseph Poole, född 12 augusti 1976 i Lexington i North Carolina i USA, är en amerikansk musiker och låtskrivare som spelar gitarr, bas, och sjunger. 
Wednesday 13 är en av de främsta inom horrorpunk-genren. Han är mest känd som frontmannen i bandet Murderdolls. Efter Murderdolls startade han 2004 sitt eget band som han också kallar för Wednesday 13. De har givit ut 4 skivor, den första "Transylvania 90210: Songs of death, dying, and the dead" släpptes i April 2005. Den andra skivan Fang Bang släpptes den 12 september 2006. Den tredje skivan "Skeletons" släpptes 2008. Den fjärde blev EP:n "Bloodworks". Wednesday 13 släppte också en live-dvd/CD kallad "F*ck it, well do it live", den släppte de också 2008. Texterna på de 2 första skivorna är starkt influerade av skräckfilmer, detta märks även i sången "till death do us party" där han sjunger om några dumdristiga tonåringar som beger sig till Crystal Lake, platsen där Jason Voorhees, den ökände hockeymaskbärande mördaren i Fredagen den 13:e drunknat. Dessa texter är väldigt humoristiska samt sarkastiska medan den tredje skivan Skeletons är mer tung och personlig, och handlar till viss del om hans privatliv.
Wednesday har också släppt en DVD i februari 2008 som heter Weirdo a Go-Go, det är ett barnprogram med lite skruvad humor om till exempel sex och alkohol. Man kunde beställa den på hans hemsida och MySpace eller köpa den efter hans konserter.
Han arbetade 2009 med glamrockbandet Gunfire 76, och år 2010 (efter åtta år) med Murderdolls igen, med Joey Jordison från Slipknot som är aktuella med plattan Women and Children Last.

## Nutida medlemmar
- Jonny Chops, trummor
- Nate Hate Manor, bas
- J-Sin Trioxin, gitarr
- Wednesday 13 sång

## Tidigare medlemmar
- Kid Kid - bas
- Piggy - gitarr
- Ghastly - trummor
- Racci Shay - trummor
- Eric Griffin (ex Murderdolls) - gitarr
- Acey Slade (ex Murderdolls) - gitarr
- Staci Grim (Spelade med Wednesday under en turné då Wednesday varit med om en bilolycka och inte kunde spela gitarr själv) - gitarr

## Andra band
- Murderdolls
- Frankenstein Drag Queens From Planet 13
- Maniac Spider Trash
- Bourbon Crow
- Gunfire 76